# Dolańscy herbu Korab

herb Korab

Dolańscy herbu Korab – polski ród szlachecki pieczętujący się herbem Korab.
Dolańscy początkowo zaliczyli się do ubogiego rycerstwa; ich nazwisko pojawia się w dokumentach od XVI wieku. Ród doszedł do zamożności w okresie porozbiorowym. W 1913 roku Jan Dolański w Wydziale Stanów we Lwowie udowodnił swoje szlachectwo. W czasie I wojny światowej duża część majątków rodu została zniszczona. Duża część majątku pochodziła z handlu drzewami i nabiałem; zyski Dolańskim przynosiły także młyn i gorzelnia. Dolańscy przez pewien czas byli w posiadaniu zamku w Baranowie Sandomierskim (w latach 1867-1940; zamek został zakupiony przez Feliksa Dolańskiego, jego ostatnim właścicielem z rodu Dolańskich był Roman Dolański) oraz pałacu w Grębowie. Jedną z osób należących do rodu jest Ludwik Dolański. Duża część przedstawicieli rodu Dolańskich jest pochowana w kaplicy w Baranowie Sandomierskim i w kaplicy w Grębowie.